# جنگ‌های عثمانی و بیزانس

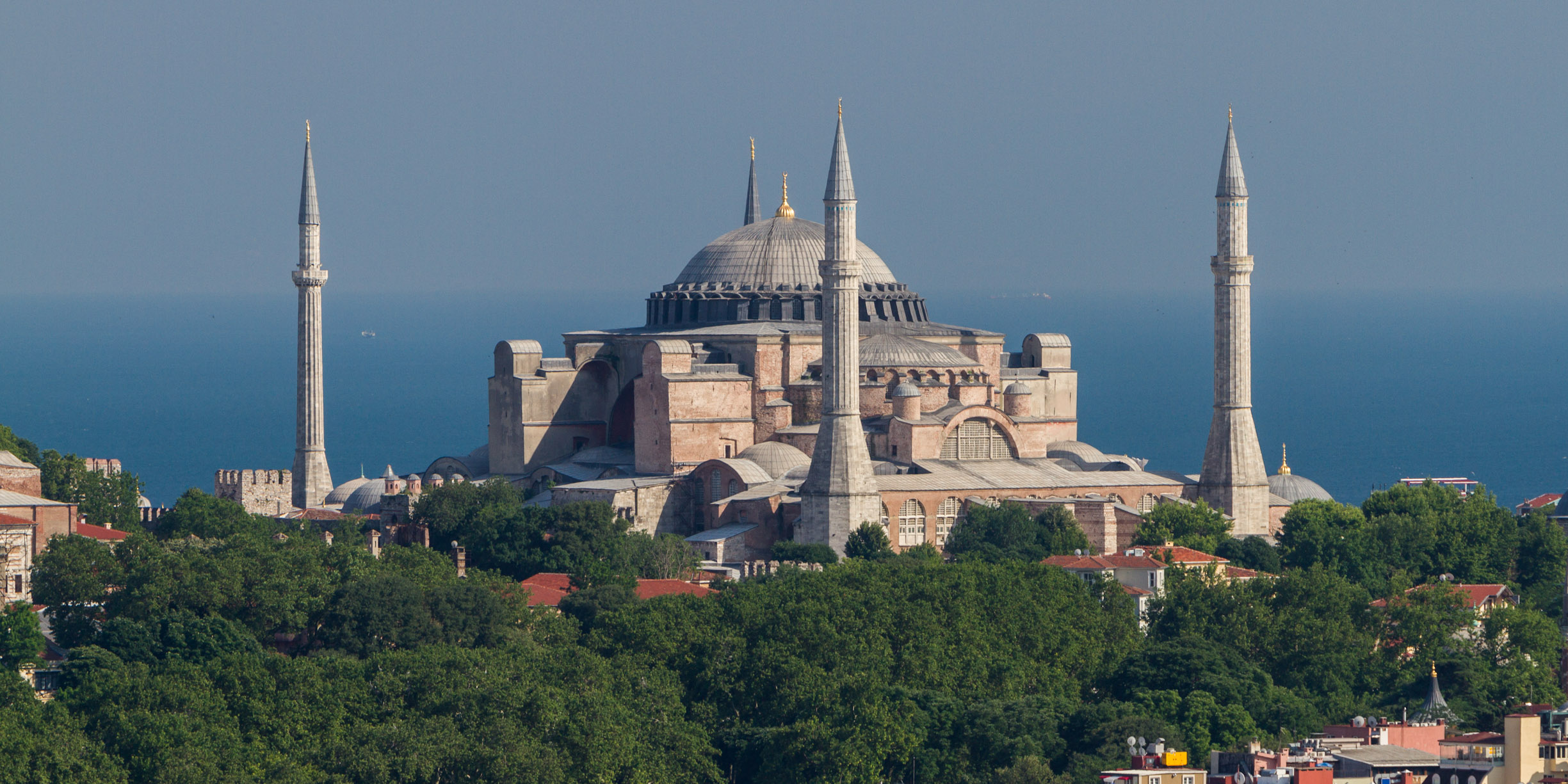
پس از فتح قسطنطنیه، بزرگترین کلیسای شهر (ایاصوفیه) به مسجد تبدیل شد.

جنگ‌های بیزانس و عثمانی (Byzantine–Ottoman wars) مجموعه‌ای از درگیری‌های نهایی میان ترک‌های عثمانی و امپراتوری بیزانس بود که منجر به نابودی امپراتوری بیزانس و ظهور امپراتوری عثمانی شد. در سال ۱۲۰۴میلادی، پایتخت بیزانس قسطنطنیه طی جنگ چهارم صلیبی، به عنوان اتفاقی مهم از انشقاق شرق و غرب مسیحی، از بین رفته و اشغال شد. امپراتوری بیزانس، که قبلاً به دلیل سوء اداره تضعیف شده بود، دچار تفرقه و هرج و مرج شد.
سلطنت سلجوقیان روم با بهره‌گیری از شرایط، تصرف قلمروهایی در آناتولی غربی را آغاز کرد، تا اینکه امپراتوری نیقیه توانست ترک‌های سلجوقی را از سرزمین‌های باقیمانده که هنوز تحت حکومت روم بودند مجبور به عقب نشینی کند و سرانجام قسطنطنیه در سال ۱۲۶۱ توسط امپراتوری نیقیه از امپراتوری لاتین پس گرفته شد. موقعیت امپراتوری بیزانس در اروپا به دلیل وجود پادشاهی‌های رقیب امارت اپیروس، صربستان و دومین امپراتوری بلغارستان همچنان نامشخص بود. این امر، همراه با کاهش قدرت سلطان نشین روم (رقیب اصلی بیزانس در آسیا) منجر به حذف نیروها از آناتولی برای حفظ تسلط بیزانس بر تراکیه شد.
تضعیف سلطان نشین روم هیچ مزیت طولانی‌مدتی برای امپراتوری بیزانس به همراه نداشت، زیرا اشراف معروف به غازی به هزینه امپراتوری بیزانس شروع به تأسیس تیول پادشاهی کردند. در حالی که بسیاری از بیگ‌های تُرک در فتح سرزمین‌های بیزانس توسط سلجوقیان شرکت داشتند، مناطق تحت کنترل یکی از این بیگ‌نشین‌ها یعنی عثمان اول، بیشترین تهدید را برای امپراتوری نیقیه و قسطنطنیه ایجاد کرده بود. در طی ۹۰ سال از تأسیس بیگ‌نشین عثمانی توسط عثمان اول، بیزانسی‌ها تمام قلمرو آناتولی خود را از دست دادند و تا سال ۱۳۸۰، تراکیه بیزانس نیز به دست عثمانی‌ها افتاد. تا سال ۱۴۰۰، امپراتوری بیزانس که زمانی قدرتمند بود، چیزی بیش از امیرنشین موریا، چند جزیره دریای اژه و بخشی در تراکیه در مجاورت پایتخت نبود. جنگ صلیبی نیکوپولیس در ۱۳۹۶، حمله تیمور در ۱۴۰۲ و جنگ صلیبی نهایی وارنا در ۱۴۴۴ به قسطنطنیه ویران شده فرصت داد تا شکست را مهار کند تا اینکه سرانجام شهر در سال ۱۴۵۳ سقوط کرد (سقوط قسطنطنیه). با پایان جنگ، برتری امپراتوری عثمانی در شرق مدیترانه برقرار شد.